# Иностранная помощь Эфиопии
После Второй мировой войны Эфиопия стала получать экономическую помощь от развитых западных стран для развития собственной экономики. Первоначально основным экономическим донором для Эфиопии являлось Соединённое Королевство. В 1952 году его сменили США. По приблизительным оценкам, в период с 1950 по 1970 годы Эфиопия получила 600 млн долл. зарубежной помощи, из них 212 млн долл. от США, 100 млн долл. от СССР и 121 млн долл. от Всемирного банка при поддержке США. Но также не стоит забывать помощь таких стран как Швеция, которая обучала императорских телохранителей и участвовала в инвестиционных проектах в транспорте, и Индии, которая обучала большое количество преподавателей и работников социальной сферы.
Однако, с установлением в Эфиопии военного режима эта помощь прекратилась, за исключением гуманитарной помощи в периоды засухи и голода. Вновь поток экономической помощи возобновился в начале 90-х годов, в период реконструкции страны и стабилизации политической обстановки. Но во время войны с Эритреей эта помощь опять сократилась.
В XXI веке началось восстановление крупной помощи и займов Эфиопии от США, Японии, отдельных европейских стран, Всемирного банка, Европейского союза и Африканского банка развития. В 2001 году объём этой помощи составил 1,6 млрд долл.
В 2001 году Эфиопия была включена в совместную программу Всемирного банка и Международного валютного фонда, целью которой было сокращение или полная ликвидация задолженности беднейших стран перед такими организациями как Всемирный банк или другими странами-кредиторами. В случае Эфиопии программа призвана стабилизировать платёжный баланс страны и тем самым высвободить средства для экономического развития. Первые шаги на пути к этой цели были сделаны ещё в 1999 году, когда Россия и США простили Эфиопии долг в 5 млрд долл., что сократило общую внешнюю задолженность Эфиопии в два раза.
В ноябре 2007 года журнал «The Economist» сообщил о том, что в ходе проверок было выявлено множество фактов коррупции в процессе распределения иностранной помощи. Но тем не менее было приведено множество фактов, показывающих об улучшении качества жизни в некоторых районах. Хотя по-прежнему много миллионов эфиопов живут в крайней нищете.